# Бейкер, Эрнест
Кинг Эрнест Бейкер (англ. King Ernest Baker), настоящее имя Эрнест Леон Бейкер (англ. Ernest Leon Baker; 30 мая 1939, Натчез, Миссисипи, США) — 5 марта 2000, Санта-Мария, Калифорния, США — американский блюзовый и соул певец, автор песен. Номинант Blues Music Awards в номинациях «Блюзовый альбом — возвращение» (1998), «Альбом соул-блюза» (1998). По утверждению самого певца он родственник блюзмена Бобби «Блу» Блэнда.

## Биография
Родился в Натчезе 30 мая 1939 года в большой семье третьим из 11 детей, вырос в Видалии, Луизиана Его прадед, итальянский скрипач, был участником Baker Band Revue, которая выступала в Луизиане и Миссисипи. По словам Бейкера, все дети его прадеда были скрипачами и гитаристами и они играли в группе прадеда тоже; отец Бейкера был гитаристом, который играл в хонки-тонк барах на юге. Эрнест Бейкер вспоминал как сидел на коленях у отца в возрасте около семи лет и слушал, как его отец поет и играет на слайд-гитаре. Хотя Бейкер был успешным учеником и в дальнейшем студентом: активно занимался драмой, актёрством и спортом, учился в колледже и изучал математику, он выбрал музыкальную карьеру когда его шурин уговорил его переехать в Чикаго.
В 1958 году впервые выступил в Wynn's Lounge в Чикаго. Вскоре 190-сантиметровый Бейкер стал популярной достопримечательностью чикагских и нью-йоркских клубов, его выступления были яркими, он выступал с Силом Джонсоном, Тайроном Дэвисом , Бадди Гаем, Литтл Милтоном и Хаулином Вулфом. Его танцы во время выступлений сравнивали с танцами Джеймсом Брауном и Джеки Уилсоном.
С 1966 года начал регулярно выпускать синглы на небольших лейблах. В 1964 году переехал в Нью-Йорк, где Хай Вайс, президент Old Town Records закрепил за певцом прозвище «Король Эрнест», и где Бейкер продолжил выступления в клубах. В 1967 году вернулся в Чикаго, где собрал группу под названием King Ernest and the Soul Invaders. Она состояла из ритм-секции, духовой секции из 3 человек и игрока на бонго, выступала в клубах Чикаго, в частности таких местах, как Skyway Lounge High Chaparral и Ernie's Lounge, а также гастролировала по Луизиане и Миссисипи.
В 1980 году Бейкер перебрался в Лос-Анджелес с перспективой заключить контракт на запись. Сделка так и не состоялась, и Бейкер ушёл из музыкального бизнеса, став работать в департаменте шерифов. Он проработал там 14 лет в качестве супервайзера, пока не вышел на пенсию в возрасте 55 лет. В это время он пел госпел  в церквях Лос-Анджелеса.
В 1994 году, не без воздействия двоюродного брата Бобби Блэнда, а также промоутера и продюсера Рэнди Чорткоффа, вернулся в музыку. Через объявления в местных газетах Бейкер набрал свою группу, которая со своей смесью R&B, фанка, госпела и блюза стала играть в клубах в чёрных районах Лос-Анджелеса, а затем и по всему Западному побережью. В 1996 году Evidence Records предложила контракт Бейкеру и в январе 1997 года вышел дебютный альбом Бейкера King of Hearts, получивший в 1998 год две номинации Blues Music Awards. Альбом описывался так: «Кинг Эрнест чередует хриплые джукджойнтовые джамперы, такие как „Black Bag Blues“ Лестера Батлера, и трогательные треки, такие как баллада в стиле Отиса Реддинга „Better Days“, написанная Миком Джаггером и Джимми Рипом. Его прочтение „Long As I Have You“ Чарли Масселуайта напоминает винтажного Бобби „Блу“ Блэнда, в то время как заразительный шаффл „Tell Me What’s The Reason“ галопирует вместе с жизненной силой Ти Боун Уокера».
После этого певец начал гастролировать в США, а в 1999 году дал небольшой концертный тур в Израиле в сопровождении местной группы «The Daily Blues» .
В начале 2000 года Бейкер закончил запись своего второго альбома Blues Got Soul. Он прослушал первый экземпляр CD 2 марта 2000 года, а 5 марта 2000 года погиб в автокатастрофе недалеко от Санта-Марии, Калифорния, на шоссе 101.
«Нет никаких сомнений, что звезда шоу — король Эрнест и его великий инструмент: это голос, конечно. Как большой, плохой волк, этот человек может дунуть и легко снести ваш дом. Его голос мощный, но он также гладкий и чувственный и укоренен в госпеле. Его способность так легко соответствовать громкости аккомпанемента создает огромную энергию и драйв в музыке».
«Его голос мускулистый и выразительный, с оттенком госпела в мелизмах и блюзовым рычанием, которое отличает его от его воркующих поп-соул-современников».

## Дискография
| Под именем                                                         | Название                                                                                                   | Лейбл и номер             | Год  | Notes                                              |
| ------------------------------------------------------------------ | --- | ------------------------- | ---- | -------------------------------------------------- |
| King Ernest                                                        | «I Feel Alright» / «Hold It Baby»                                                                          | Barry 1005                | 1966 | [ 8 ]                                              |
| Candy Man and the Candy Bars с участием King Ernest & Yvonne Jones | «Voodoo Man» / «Be My Guy»                                                                                 | Roulette 4707             | 1966 | [ 9 ]                                              |
| King Ernest & Yvonne Jones с Candy Man and the Candy Bars          | «Strangers In The Night» / «Harlem Moods»                                                                  | R Records 45-1513         |      | Исполнитель стороны B Candy Man and the Candy Bars |
| King Earnest                                                       | «The Soul Stroke (Can You Handle It)» / «The Soul Stroke»                                                  | Sonic RC-1000-1           | 1970 | [ 12 ]                                             |
| King Ernest Baker                                                  | «Somebody Somewhere (Is Playing With Yours)» / (Instr)                                                     | Funk Records              | 1971 | [ 13 ]                                             |
| King Ernest Baker                                                  | «I Can’t Turn You A Loose» / «That’s When I Woke Up»                                                       | Supreme Records           |      | [ 14 ]                                             |
| Ernest Baker                                                       | «Alone Again» / «Do It With The Feeling (Pt.1)»                                                            | Blue Soul 1010            | 1975 | [ 15 ] [ 16 ]                                      |
| Earnest King                                                       | «I Can’t Turn It A Loose» / «You Gonna Miss Me»                                                            | «LK» Records LK7          | 1976 | [ 12 ]                                             |
| Ernest Baker                                                       | «Alone Again» / «Do It With The Feeling»                                                                   | Grapevine 2000 G2K 45-110 | 2001 | [ 17 ]                                             |
| King Ernest                                                        | «Must Have Lost My Mind (Radio Edit)» «Must Have Lost My Mind (Extended Version)» / «Rock Me In Your Arms» | Grapevine GSX 5004        | 2002 | 12" 33RPM                                          |

| Под именем   | Название               | Лейбл и номер              | Год  | Формат | Примечания    |
| ------------ | ---------------------- | -------------------------- | ---- | ------ | ------------- |
| Ernest Baker | Do It with the Feeling |                            |      | LP     | [ 15 ] [ 16 ] |
| King Ernest  | King of Hearts         | Evidence Music 26084-2     | 1997 | CD     | [ 18 ]        |
| King Ernest  | Blues Got Soul         | Fat Possum Records 80334-2 | 2001 | CD     |               |